# Шудасола
Шудасола (мар. Шӱдысола) — деревня в Советском районе Республики Марий Эл. Входит в состав Кужмаринского сельского поселения.

## География
Находится в центральной части республики Марий Эл на расстоянии приблизительно 14 км по прямой на северо-запад от районного центра посёлка Советский.

## История
Образовалась в середине XVIII века. В 1804 году в деревне значилось 15 дворов крещёных и 20 дворов некрещёных мари. В 1859 году в деревне был 71 дом, проживали 493 жителя. В 1877 году здесь в 87 дворах проживали 513 человек, в 1991 году проживало 214 человек. К 2004 года в Шудасоле было 65 домов. В советское время работали колхозы «Йошкар кече» и имени Шверника.

## Население
Население составляло 187 человек (мари 96 %) в 2002 году, 183 в 2010.

## Известные уроженцы
Ласточкина Прасковья Ивановна (1922—2014) — марийская советская вышивальщица. Вышивальщица Йошкар-Олинской фабрики «Труженица» (1950—1982). Почётный гражданин Йошкар-Олы (1968). Член КПСС с 1953 года.